# 燕元
燕元（えんげん）は、五胡十六国時代、後燕の君主慕容垂の治世で使用された元号。384年正月 - 386年2月。
ただし、燕元という元号は『晋書』慕容垂載記にしか記載はない。『資治通鑑』・『十六国春秋』では、前秦の建元20年を廃して燕の元年を称したと記載があるが、これは紀元を改めたのみであり独自の元号を用いたという記録はない（後趙の石勒、前燕の慕容皝・慕容儁、代の拓跋什翼犍も、王位を称していた時代は同様に元号を用いずに紀元のみ改めるという手法を用いており、それを踏襲したと思われる）。
清の鍾淵映の『歴代建元考』もまた、燕元は前燕の慕容皝の元号として、東晋の穆帝の永和元年（345年）に燕元と改元して4年間使用されたものとしている。
- 元年：建国。慕容垂、鄴を包囲
- 2年：高句麗が遼東地方へ進出

## 西暦・干支との対照表
| 燕元 | 元年  | 2年   | 3年   |
| 西暦 | 384年 | 385年 | 386年 |
| 干支 | 甲申  | 乙酉  | 丙戌  |